# Вила Ромита (Терамо)
Вила Ромита је насеље у Италији у округу Терамо, региону Абруцо.
Према процени из 2011. у насељу је живело 157 становника. Насеље се налази на надморској висини од 458 м.